# Storia delle Hawaii

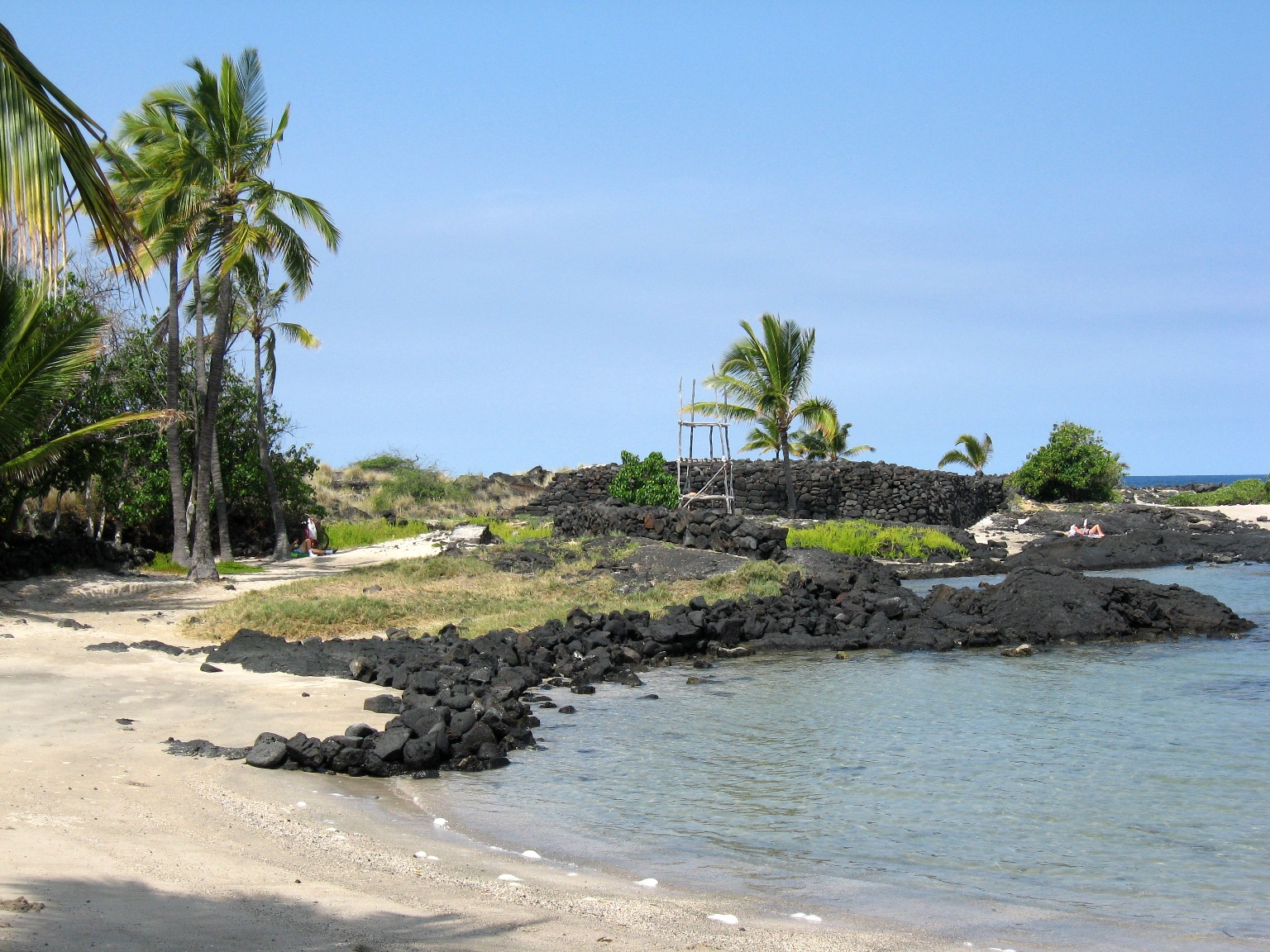
Antichi resti hawaiani

La storia delle Hawaii si suddivide in più fasi: le antiche Hawaii, antecedenti alla scoperta da parte degli europei, il Regno delle Hawaii, il Governo provvisorio delle Hawaii, la Repubblica delle Hawaii, il Territorio delle Hawaii e infine l'annessione agli Stati Uniti d'America come 50º stato federato.

## Storia

### Origini mitologiche
Secondo la mitologia hawaiana il mondo è stato creato dalla dea femminile Pō. I suoi figli Kumulipo (fonte nell'oscurità) e Pō'ele, invece, si sarebbero uniti generando tutti gli esseri viventi compresi i 40.000 dei hawaiani (creatori di ogni cosa). L'umanità (e in particolare gli hawaiani) sarebbero così nati in seguito dall'accoppiamento tra Madre-Terra Papahanaumoku, e suo fratello Wakea, il Padre-Cielo. Il primo umano fu Haloa.

### Origini
I primi insediamenti umani studiati dagli archeologi sono datati intorno al 300 d.C., probabilmente dei polinesiani arrivati delle Isole Marchesi. 
Una seconda ondata avvenne invece nell'XI secolo da parte di abitanti delle isole Raiatea e Bora Bora, che importarono le tradizioni tahitiane, la pratica di costruire heiau e probabilmente compiere sacrifici umani. 
Nel 1200 d.C. il sacerdote samoano Pa'Ao mise fine all'era pacifica della zona spinto dall'obiettivo di creare una classe aristocratica e imponendo i suoi obiettivi anche con strumenti bellici. La popolazione si divise in fazioni, ognuna con un capo, che lottavano per espandere il proprio dominio sulle isole. La società era basata su un sistema di caste, simile a quello indiano. 
Alla morte di Pa'Ao seguì un periodo di dure regole e isolamento dalle altre culture che portò le Hawaii a una nuova era caratterizzata da xenofobia e pace. 
Rimase così fino all'età coloniale quando le isole furono scoperte da James Cook nel 1778, durante il suo terzo viaggio nel Pacifico.

### Regno delle Hawaii

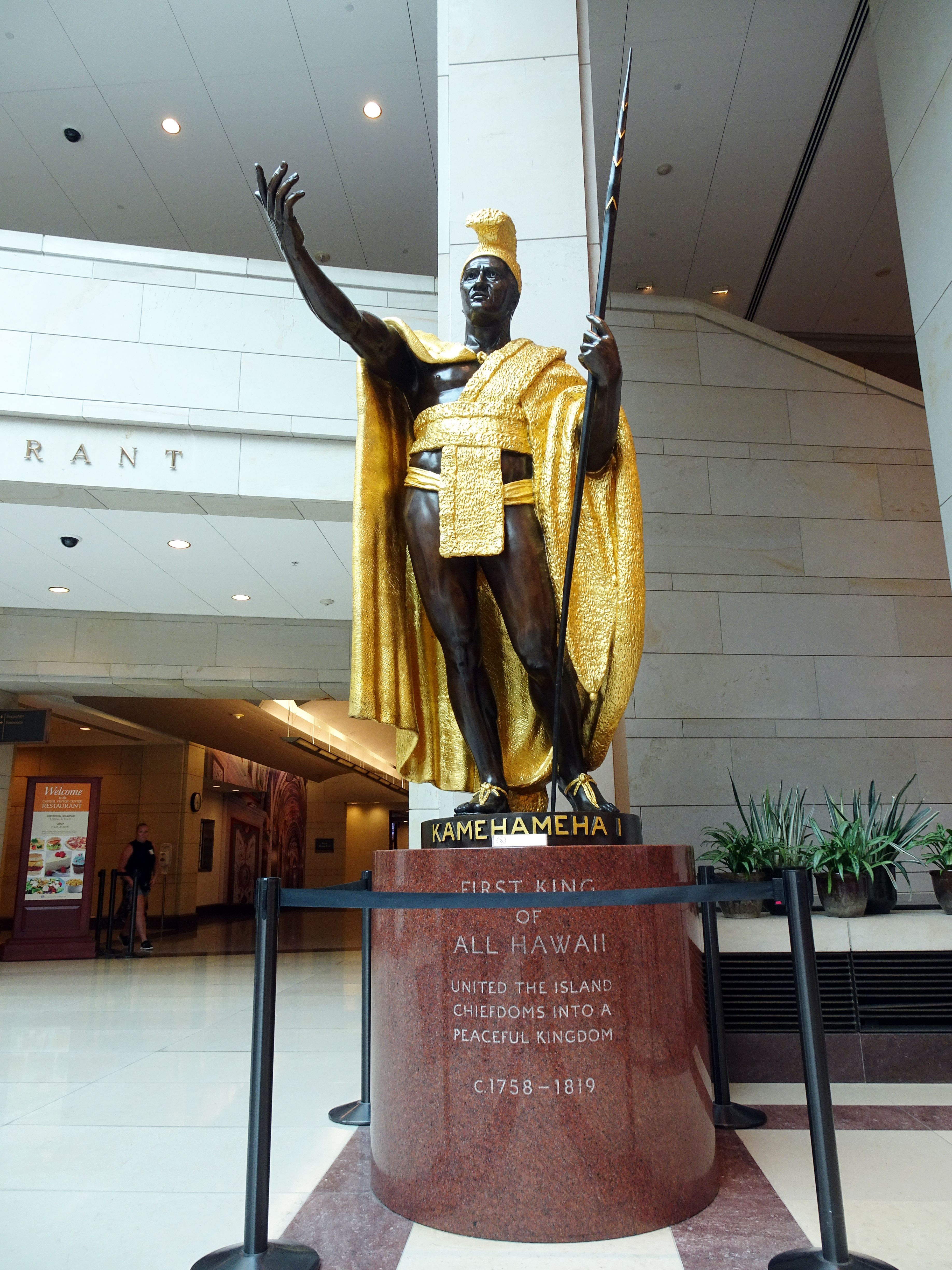
Statua di Kamehameha I nel Campidoglio degli Stati Uniti

Il Regno delle Hawaii venne fondato nel 1795 con l'unificazione dei più piccoli regni di Oʻahu, Maui, Molokaʻi, Lānaʻi, Kauaʻi e Niʻhau da parte dell'isola-stato di Hawaii in un'unica monarchia a opera di Kamehameha I.
Kamehameha riuscì a impadronirsi delle isole, con l'eccezione di Kauai e Niihau, che rimasero indipendenti fino al 1810. Durante la dinastia Kamehameha, l'economia delle Hawaii crebbe molto grazie al commercio di legno di sandalo con la Cina, le coltivazioni di ananas e canna da zucchero e il commercio con le navi baleniere che facevano scalo nei suoi porti, poiché queste navi dovevano rifornirsi di acqua e carbone per le loro caldaie.
Sotto il regno di Kamehameha III iniziò un periodo di profondi cambiamenti. La capitale venne stabilita a Honolulu, si aprirono le prime scuole pubbliche e si pubblicò il primo giornale. Durante il suo reame le Hawaii riuscirono a farsi riconoscere come stato indipendente e venne approvata la prima costituzione (1840) e la legge che permise la proprietà privata, modificando la tradizione che assegnava tutta la terra al re.
L'enorme prosperità in questo periodo attirò un gran numero di migranti provenienti da Cina, Filippine, Porto Rico, Corea e le altre isole della Polinesia, tanto che, anche a causa delle epidemie, gli hawaiani si ridussero da un numero compreso tra 400.000 e 1.000.000 di individui a circa 39.000, divenendo così quasi una minoranza.
Il Regno delle Hawaii ebbe fine nel 1893, quando un'insurrezione pose fine al regno della regina Liliʻuokalani.

### Governo provvisorio delle Hawaii
il governo provvisorio durò dal 1893 al 1894, quando fu proclamata la repubblica. Questo governo venne guidato principalmente da europei, o hawaani con origini europee.

### Repubblica delle Hawaii
Conseguentemente al colpo di stato attuato dai coloni europei per reprimere gli hawaiani stessi e i coloni statunitensi che aspiravano all'annessione agli Stati Uniti, nel 1894 venne proclamata la Repubblica.
La Repubblica ebbe vita breve, terminando con l'annessione dell'arcipelago agli USA di cui divennero un territorio.

### 50º stato federato
Nel 1959 le Hawaii divennero parte degli Stati Uniti d'America quale 50º stato federale.
L'annessione ebbe luogo quando gli immigrati americani con un colpo di stato rovesciarono il governo instaurato con la forza dai coloni europei appena pochi anni prima e fece annettere le isole agli Stati Uniti.
Dal 1875, inoltre, gli "States", insieme al governo delle Hawaii, avviarono molte campagne di preservazione e sensibilizzazione della storica lingua e cultura hawaiane che stavano quasi per scomparire a causa delle campagne inglesi tese a sostituire la lingua locale con l'inglese.